# Aphiwe Dyantyi
Aphiwe Odwa Dyantyi (East London, 26 agosto 1994) è un rugbista a 15 sudafricano, che gioca nel ruolo di tre quarti ala negli Sharks in URC.

## Biografia
A livello giovanile, Dyantyi rappresentò, nel 2007, i Border Bulldogs nella categoria under-13 giocando come mediano di apertura. Nonostante il suo impegno per continuare la pratica rugbistica ad alti livelli, non riuscì più ad essere selezionato né nelle rappresentative provinciali né nelle squadre dei college tanto che smise di giocare ed iniziò a praticare il calcio. Iscrittosi all'Università di Johannesburg per studiare marketing, ritornò al rugby per aiutare la squadra dei suoi compagni di dormitorio nel torneo tra le varie residenze universitarie; le sue prestazioni attirarono, però, le attenzioni del tecnico della rappresentativa universitaria che nel 2015 lo schierò nella Varsity Cup (il campionato interuniversitario sudafricano), competizione alla quale prese parte anche nel 2016 e nel 2017. Ancora una volta le sue giocate non passarono inosservate, infatti, nel 2017, lo staff tecnico dei Golden Lions lo ingaggiò e lo fece debuttare dapprima nel Rugby Challenge e poi nella Currie Cup. Nel 2018 fu inserito nella rosa della franchigia dei Lions per il Super Rugby 2018, torneo nel quale segnò sette mete contribuendo al raggiungimento della finale da parte della sua squadra e venendo nominato miglior giocatore sudafricano della competizione.
A livello internazionale, Dyantyi, fu convocato per la prima volta nel Sudafrica nel 2018 quando il commissario tecnico Rassie Erasmus lo chiamò per giocare le sfide estive contro l'Inghilterra, nelle quali ottenne tre presenze segnando una meta al debutto. Successivamente disputò tutti gli incontri del The Rugby Championship 2018, torneo in cui risultò miglior marcatore (alla pari con Rieko Ioane e Beauden Barrett) con 5 segnature totali. Partecipò poi anche a tutti i test-match del tour di fine anno degli Springboks. Al termine della stagione internazionale del 2018 ricevette il prestigioso riconoscimento di World Rugby come migliore rivelazione dell'anno.
Dyantyi può vantare un'apparizione con la maglia dei Barbarians nella sfida all'Argentina del dicembre 2018.
Nel luglio 2019, Dyantyi è stato trovato positivo ai test antidoping. Gli stessi hanno rivelato la presenza di Metandrostenolone, Metiltestosterone e LGD-4033 (Ligandrol), tutte sostanze vietate presenti nella lista dell'Agenzia mondiale antidoping. Un mese dopo il South African Institute for Drug-Free Sports lo ha accusato di reati di doping, dopo che anche il suo campione "B" è risultato positivo.
È stato sospeso dall'attività sportiva professionistica per quattro anni.